# 多姆·明托夫
多米尼克·"多姆"·明托夫（1916年8月6日—2012年8月20日），男，马耳他政治人物、记者和建筑师。曾任工党领袖（1949年-1984年），马耳他总理（1955年-1958年）。马耳他脱离英国的殖民统治独立后，从1971年到1984年再次担任总理。他担任总理期间，马耳他人的平均生活标准普遍提高，马耳他成为一个全面的福利国家。

## 生平
明托夫出生在马耳他博尔姆拉，上马耳他大学之前在一个神学院读书。1933年进入马耳他皇家大学攻读建筑和土木工程学，宁获得理学学士学位，其间加入工党。1936年任工党总书记，翌年因政见不合而退党。1939年他收到罗德奖学金赴英国牛津大学深造，获得科学与工程硕士学位。1941至1943年先后在英国和马耳他任土木工程师和建筑师。
1944年重新加入工党，任工党秘书长，1945年当选工党副领袖，并被选入政府委员会和执行委员会，1947年大选工党获胜后，明托夫被任命为副总理兼公共工程和重建部长（1947-1949），监督战后公共项目。
明托夫的强势地位和野心引发了一系列的内阁的危机，1949年因政见分歧辞去政府职务。工党分裂，前领袖保罗·博法退出工党另组建马耳他工人党，明托夫重建工党并任领袖。1955年工党在大选中获胜，明托夫当选自治政府总理兼财政部长。1958年4月因不满英国的殖民统治辞去总理职务，专门从事领导马耳他的独立运动。
1962年和1971年期间明托夫任议会反对党领袖。1964年9月马耳他获得独立后，为废除殖民主义制度进行了斗争。1971年6月工党赢得大选，明托夫再次担任总理兼联邦和外交事务部长，任内进行宪法修正案（马耳他成为了一个共和国），并且关闭英国的军事基地。明托夫加强与利比亚卡扎菲的联系，与共产主义国家中国和北朝鲜接触。1976至1981年蝉联两届总理并兼任内政部长。1984年10月工党年会上提议副领袖卡梅罗·米夫苏德·邦尼奇为其接班人，并于同年12月辞去总理和工党领袖职务，只保留他的议会席位。
2012年8月20日明托夫在塔尔欣家里去世，享年96岁。他的国葬仪式25日在首都瓦莱塔举行。